# Mesosemia lamachus
Mesosemia lamachus is een vlindersoort uit de familie van de prachtvlinders (Riodinidae), onderfamilie Riodininae.
Mesosemia lamachus werd in 1857 beschreven door Hewitson.